# Colton (West Yorkshire)
Colton – dzielnica w Leeds, w Anglii, w West Yorkshire, w dystrykcie metropolitalnym Leeds. Colton jest wspomniana w Domesday Book (1086) jako Col(l)etun.